# Bonningues-lès-Ardres

Bonningues-lès-Ardres este o comună în departamentul Pas-de-Calais, Franța. În 1 ianuarie 2022 avea o populație de 620 de locuitori.